# Arnold Kegel
Arnold Henry Kegel /ˈkeɪɡəl/ (Lansing (Iowa), febrer de 1894 - ?, 1 de març de 1972) fou un ginecòleg que va inventar el perinòmetre Kegel i els exercicis de Kegel destinats a enfortir els músculs del sòl pelvià. Actualment, els exercicis de sòl pelvià són àmpliament considerats com a tractament de primera línia per a la incontinència urinària, i el prolapse genital femení, amb proves que recolzen el seu ús a partir de revisions sistemàtiques d'assaigs aleatoris a la Biblioteca Cochrane, entre d'altres. Kegel va publicar les seves primeres idees el 1948. Va ser professor adjunt de Ginecologia a la Keck School of Medicine de la USC.